# Molí de l'Olivet
El Molí de l'Olivet és una obra de Maçanet de Cabrenys (Alt Empordà) inclosa a l'Inventari del Patrimoni Arquitectònic de Catalunya.

## Descripció
Situat al sud del nucli urbà de la població de Maçanet de Cabrenys, a una distància aproximada d'un quilòmetre, al marge esquerre del riu Arnera i formant part del mas d'Olivet.
Edifici de planta irregular format per dos cossos adossats, amb les cobertes de teula de dos vessants i distribuïts en planta baixa i dos pisos. La construcció presenta totes les obertures rectangulars, en origen emmarcades en carreus de pedra ben desbastats i amb les llindes planes. Actualment, n'hi ha moltes de reformades. La façana principal, orientada al sud-est, conserva el carcabà del molí format per dues voltes de canó bastides en pedra desbastada disposada a sardinell. Davant del carcabà s'obre el canal, delimitat per un muret de pedra i que deixa entrar l'aigua a l'interior de l'edifici. Al seu costat hi ha un contrafort. L'accés a la casa es fa pel primer pis, mitjançant unes escales de pedra exteriors sostingudes per una gran volta rebaixada de pedruscall, amb restes de l'encanyissat. Sota la volta es pot accedir a la planta baixa mitjançant dos portals bastits en carreus de pedra. Les escales condueixen a una terrassa reformada que dona pas al portal principal. Damunt del carcabà hi ha una finestra amb la llinda data l'any 1813. A l'altre extrem del parament hi ha un portal gravat amb la data 1883. Adossada a l'extrem sud-oest de la construcció hi ha la bassa, actualment utilitzada de piscina. Presenta una planta irregular i enllaça amb un altre edifici aïllat de planta rectangular, amb la coberta de dos vessants i que consta de planta baixa, pis i golfes. De la mateixa manera que el conjunt anterior, totes les obertures són rectangulars i estan emmarcades en carreus de pedra desbastats. Presenta una terrassa al nivell de la planta baixa, adossada a la banda sud de l'edifici.
Les construccions són bastides en pedra desbastada i sense treballar, lligades en morter de calç.

## Història
L'any 1430, Pere de Perafita reconeix tenir un mas (el mas Olivet) amb terres, boscos i un molí. Així doncs, era el molí propi del mas. El 1606 era propietat d'Antoni Olivet.
El 1787, Josep Olivet tenia arrendat el molí, juntament amb dos horts i dos prats a Martí Costa, moliner. Durant la Guerra Gran, el molí fou saquejat per les tropes franceses, i el 1796 era propietat dels germans Jaume i Andreu Olivet, que en feren un inventari.
Al segle xix, es va construir l'escairador o escaiador damunt la bassa del molí. Es tractava d'una mena de trull utilitzat per treure la pellofa del gra, que l'any 1956 encara funcionava. El molí va estar en funcionament fins a l'any 1969, que plegà en part a causa d'un fort aiguat. Actualment, es conserva en bon estat i la bassa restaurada és usada com a piscina.